# Le Petit Chaperon Uf
 (août 2021).
Le Petit Chaperon Uf est une pièce de théâtre écrite par Jean-Claude Grumberg, parue aux éditions Actes Sud en 2005. 

## Résumé
La pièce raconte l'histoire d'un petit chaperon rouge rencontrant le caporal Wolf (loup en allemand). Ce dernier fait beaucoup penser aux SS et la pièce fait allusion au sort des Juifs pendant la Seconde Guerre mondiale. Le titre de cette pièce fait référence à ce sujet (Uf vient de jUiF) et le caporal oblige le chaperon à échanger son éternel capuchon rouge pour un horrible capuchon jaune (allusion à l'étoile jaune des Juifs) tout « mité ». Cette pièce parle d'un sujet triste avec humour[Interprétation personnelle ?][source secondaire nécessaire].